# William Petre, 2. Baron Petre

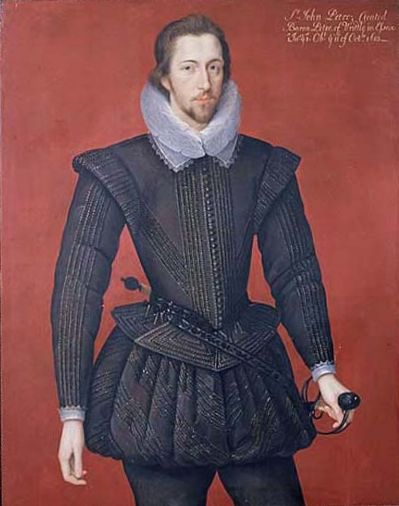
William Petre, 2. Baron Petre. Gemälde von Marcus Gerards der Jüngere, 1599

William Petre, 2. Baron Petre (* 24. Juni 1575; † 5. Mai 1637) war ein englischer Adliger und Politiker.

## Herkunft und Ausbildung
William Petre war der älteste Sohn von Sir John Petre und dessen Frau Mary Waldegrave. Sein Vater war ein reicher und einflussreicher Angehöriger der Gentry aus Essex. Petre studierte 1588 am Exeter College in Oxford, wo er 1591 einen Abschluss als Bachelor machte. 1593 studierte er am Middle Temple in London.

## Politische Tätigkeit
Die Familie Petre war insgeheim katholisch geblieben, und es war ein Triumph für Petres Vater, als William bei der Unterhauswahl 1597 als Knight of the Shire des stark puritanisch geprägten Essex gewählt wurde. Im House of Commons war er in mehreren Ausschüssen aktiv, doch bei der nächsten Unterhauswahl 1601 kandidierte er nicht erneut. 1603 wurde er zum Ritter geschlagen, während sein Vater zum Baron Petre erhoben wurde. Nach dem Tod seines Vaters 1613 erbte er den Großteil der Besitzungen seines Vaters und den Titel, womit er Mitglied des House of Lords wurde. Da er jedoch verdächtigt wurde, ein Katholik zu sein, übernahm er nur wenige und unbedeutende Ämter. Erst 1623 wurde er zum Friedensrichter ernannt, doch dieses Amt wurde ihm bereits 1625 wieder entzogen. 1628 wurde er offen als Recusant, als Katholik, der die Church of England ablehnt, angeklagt, und nur die Intervention von König Karl I. rettete ihn vor einer Verurteilung. Er wurde in der Kirche von Ingatestone beigesetzt.

## Familie und Nachkommen
Am 8. November 1596 hatte Petre Katherine Somerset († 1624), die zweite Tochter von Edward Somerset, 4. Earl of Worcester und von dessen Frau Elizabeth Hastings geheiratet. Mit ihr hatte er zahlreiche Kinder, darunter:
- Robert Petre, 3. Baron Petre (1599–1638).
- Mary Petre (1600–1640) ⚭ John Roper, 3. Baron Teynham
- William Petre (1602–1677) ⚭ Lucy Fermour
- John Petre († 1696) ⚭ Elizabeth Pordage
- George Petre (um 1612–1647) ⚭ Anne Moston
- Elizabeth Petre ⚭ William Sheldon
- Catherine Petre († 1682) ⚭ John Caryll

Sein Erbe wurde sein ältester Sohn Robert Petre.